# Kerala
Kerala (pronunciació en malaiàlam: /ke:ɾɐɭɐm/; en anglès: /ˈkɛrələ/) és un estat situat a la Costa Malabar, al sud-oest de l'Índia. Fou creat l'1 de novembre del 1956 a partir de les regions de parla malaiàlam dels antics estats de Travancore-Cochin i Madràs, en aplicació de la Llei de Reorganització dels Estats aprovada unes setmanes abans. La seva superfície de 38.863 km² en fa el 21è estat indi més extens, mentre que els seus 33.387.677 habitants (cens del 2011) en fan el 13è estat més poblat. Fa frontera amb Karnataka al nord i el nord-est, Tamil Nadu a l'est i el sud i el mar de les Lacadives a l'oest. Es divideix en 14 districtes i té Thiruvananthapuram com a capital. La llengua oficial i més parlada és el malaiàlam.
A l'àrea de Kasaragod, a l'extrem nord de l'estat, es parla tulu i, arreu de Kerala, en algunes zones, hi ha alguns petits grups de població que parlen tàmil.

## Història recent
El 1947, es va crear l'estat de Madràs amb la presidència britànica de Madràs, del qual el 1956 es va separar la regió de Malabar, que fou unida a l'estat de Travancore-Cochin (antics principats de Travancore i de Cochin), i al taluk de Kasaragod (a l'extrem nord), per formar l'estat de Kerala.
L'estat ha estat dominat pels comunistes i va tenir el primer govern comunista de l'Índia i tercer del món, dirigit per Elamkulan M. Sankaran Namboodiripad, després de vèncer en les eleccions de l'estat al 1957, quan encara el Partit Comunista de l'Índia romania unit; aquest govern fou substituït de manera poc ortodoxa pel Partit del Congrés, primer mitjançant un govern presidencial (1959-1960) i després d'un nou govern de Praja Socialist Party (1960-1962), directament (1962-1967), però va tornar a governar (1967-1969) i el va seguir Chelath Achutha Menon del mateix partit (1969-1977).
El Partit del Congrés va tornar al govern del 1977 al 1978 i, després d'un breu govern de la Lliga Musulmana de Kerala (1979), va pujar al poder el Partit Comunista de l'Índia-Marxista que, sol o amb coalició (Leftist Democratic Front), ha governat l'estat (1980-1981, 1987-1991, 1996-2001 i després del 2006) alternant amb el Partit del Congrés (1981-1987, 1991-1996 i 2004-2006). En les eleccions del 1996, el Front Democràtic d'esquerres va obtenir 80 escons (de 140), dels quals 44 foren per al PCI-M i la resta per als seus aliats; el ministre en cap fou E. K. Nayanar, que n'exercia el càrrec per tercera vegada. El 2006, el ministre en cap fou Velikkakathu S. Achuthanandan.